# Ne Myo Thihapate
Ne Myo Thihapate (tiếng Miến Điện: နေမျိုး သီဟပတေ့; phát âm [nè mjó θìha̰pətḛ]; có nơi viết là Nemyo Thihapte) là một vị tướng quân nhà Konbaung, Myanmar. Ông nổi tiếng với tư cách là vị tướng đã chinh phạt vương quốc Ayutthaya, cùng tướng Maha Nawrahta, tháng 4 năm 1767.

## Quân công
Vị tướng này được Vua Alaungpaya coi là một trong 68 nanh vuốt của mình vào năm 1752. Ông là một trong những "người lính xuất sắc nhất" đã giúp Alaungpaya thống nhất giang sơn (1752–1759).

### Đánh Luangprabang và Ayutthaya (1765–1767)
Năm 1764, Vua Hsinbyushin quyết định nối lại việc chinh phạt Ayutthaya. Ông sai hai tướng Thihapate và Maha Nawrahta cùng chỉ huy quân đi đánh. Thihapate chỉ huy cánh quân phía bắc, còn Maha Nawrahta chỉ huy cánh quân phía nam. Đầu năm 1765, Thihapate dẫn 2 vạn quân hùng mạnh uy hiếp các vương quốc của người Lào. Vương quốc Viêng Chăn không dám đánh, chịu làm chư hầu của Myanmar. Luangprabang kháng cự, bị Thihapate dễ dàng đè bẹp vào tháng 3 năm 1765. Nhờ thế, quân Myanmar kiểm soát hoàn toàn tuyến biên giới phía bắc của Ayutthaya.
Sau đó, Thihapate tấn công vào Ayutthaya dọc theo sông Chao Phraya xuống tận kinh đô Ayutthaya. Đạo quân của ông đến được ngoại vi Ayutthaya vào ngày 20 tháng 1 năm 1766, và hội quân với đạo quân của Maha Nawrahta. Quân Myanmar bắt đầu tiến hành vây hãm suốt 14 tháng. Khoảng tháng 3 năm 1767, Maha Nawrahta bệnh chết, và Ne Myo Thihapate trở thành chỉ huy tối cao của toàn bộ chiến dịch. Quân của ông đã chọc thủng phòng tuyến của Ayutthaya vào ngày 7 tháng 4 năm 1767, và đã cướp phá toàn bộ kinh thành này.
Thihapate không ở lại Ayutthaya lâu vì cuối năm 1767 Vua Hsinbyushin gọi ông mang quân về để đối phó với quân Thanh. Quân Ayutthaya nhân cơ hội giành lại lãnh thổ của mình trong các năm 1768 và 1769.

### Ở Lan Na (1773)
Đầu năm 1773, Ne Myo Thihapate đóng quân ở Chiang Mai, Lan Na. Vua Hsinbyushin lại muốn tiếp tục chinh phạt Ayutthaya nhưng vẫn lo ngại quân Thanh ở phía bắc. (Chiến tranh giữa Myanmar với quân Thanh kết thúc mà không làm hài lòng nhà Thanh. Nên nhà Thanh vẫn điều động một lược lượng quân sự lớn ở khu vực biên giới với Myanmar hòng tái chiến.) Ở Lan Na, Thihapate đã đứng về phe các quan lại bản xứ bất đồng với viên quan cai trị người Myanmar Thado Mindin. Nhưng sau đó, Vua điều ông lên trấn giữ Chiang Saen.

### Đánh Ayutthaya (1775–1776)
Ba thủ lĩnh bản xứ ở Lan Na chạy sang Ayutthaya, và dẫn quân Ayutthaya về quét sạch quân Myanmar vào năm 1774. Đáp trả, Hsinbyushin, ra lệnh tấn công Ayutthaya. Thihapate một lần nữa được sai chỉ huy cánh quân phía bắc và là phó cho Tổng Tư lệnh toàn chiến dịch là Maha Thiha Thura. Tháng 10 năm 1775, Thihapate dẫn quan từ Chiang Saen xuống Chiang Mai. Ông chiếm được Chiang Mai nhưng gặp phải sự kháng cự quyết liệt của quân Ayutthaya. Ông rút khỏi Chiang Mai quay về Chiang Saen khi Maha Thiha Thura ra lệnh lui quân vì Vua Hsinbyushin mất tháng 6 năm 1776. Quân Myanmar để mất Lan Na. Nhưng với quân công của mình, ông được Vua Singu ban hiệu Ne Myo Thenapati và cho làm Wungyi (thượng thư).